# Héritage moral
Pour plus de détails, voir Fiche technique et Distribution.
Héritage moral (Shevgyachya Shenga) est un film indien réalisé par Shantaram Athavale, sorti en 1956.

## Fiche technique
- Titre : Héritage moral
- Titre original : Shevgyachya Shenga
- Réalisation : Shantaram Athavale
- Scénario : Y.G. Joshi
- Musique : Sudhir Phadke
- Pays :  Inde
- Genre : Drame
- Durée : 120 minutes
  -  France : 1956 (festival de Cannes)

## Distribution
- Balakram
- Master Chhotu
- Sumati Gupte
- Baby Nanda

## Distinctions
Le film a été présenté en sélection officielle en compétition au Festival de Cannes 1956.